# Luca Toni
Luca Toni (født 26. maj 1977) er en italiensk tidligere fodboldspiller. Han vandt verdensmesterskabet i fodbold i Tyskland i 2006 med Italien, hvor han scorede to mål. Sommeren 2007 skiftede Luca Toni til Bayern München sammen med franske Franck Ribéry. Sæsonen 2007/2008 vandt han det tyske mesterskab og DFB-Ligapokal. Han scorede 24 ligamål, 5 mål i DFB-pokal og 10 mål i europæisk sammenhæng. I alt 39 mål i 46 kampe. 
I sæsonen 2005/2006 scorede han 31 mål i Serie A for Fiorentina. Efter den bedrift, vandt han The Golden Shoe. 
Han har tidligere spillet for blandt andre Palermo, Fiorentina, Bayern München, Roma og Genoa.
Luca Toni har også spillet på det italienske landshold, og han scorede blandt andet to mål i kvartfinalen mod Ukraine ved VM i fodbold 2006. Efter VM blev han i første omgang ikke udtaget til landsholdet igen af nuværende landstræner Roberto Donadoni. Men efter to katastrofale resultater i EM-kvalifikationskampene er han blevet udtaget til landsholdet igen.
Luca Toni er kendt for en speciel jubel, når han scorer. Han tager sin højre hånd op til øret og vinker med den. Jubelen er blevet populær, og blandt andet Valeri Bojinov (Juventus) har også udført denne jubel efter en scoring.

## Titler

### Klub
Palermo
- Serie B: 2003–04

Bayern München
- Bundesliga: 2007–08
- DFB-Pokal: 2008
- DFB-Ligapokal: 2007

### Landshold
Italien
- FIFA World Cup: 2006

### Individuel
- Serie B Top Scorer: 2004
- Serie A Top Scorer: 2006
- European Golden Shoe: 2006
- FIFA World Cup All-Star Team: 2006
- Bundesliga Top Scorer: 2008
- UEFA Cup Top Scorer: 2008